# Evaristo Ferioli
Evaristo Ferioli (Dosso, 2 luglio 1923 – ...) è stato un calciatore italiano, di ruolo centrocampista.

## Caratteristiche tecniche
Giocava come mediano.

## Carriera
Nella stagione 1941-1942 ha fatto parte della rosa della Roma, in Serie A, senza tuttavia mai scendere in campo in partite di campionato con i giallorossi; l'anno seguente gioca invece in Serie C nel Littorio Roma. Dal 1943 al 1945 gioca nuovamente nella Roma: con i giallorossi gioca 10 partite nel Campionato romano di guerra 1943-1944 e 2 partite nel Campionato romano di guerra 1944-1945, vinto dalla sua squadra. Dopo la fine della Seconda guerra mondiale si trasferisce all'Italia Libera, con cui nella stagione 1945-1946 gioca 25 partite in Serie C. Successivamente nella stagione 1946-1947 gioca 17 partite in Serie B nell'Albalatrastevere; nel 1947 si trasferisce alla Ternana, con cui nella stagione 1947-1948 disputa altre 22 presenze nella serie cadetta, senza mai segnare.
A fine anno si trasferisce al Colleferro, dove rimane per cinque anni consecutivi fino al 1953 vincendo anche un campionato di Promozione e, nella stagione 1952-1953 anche il girone G di IV Serie, senza però ottenere la promozione in Serie C a causa della sconfitta nello spareggio contro l'Avellino.

## Palmarès

### Club

#### Competizioni regionali
- Campionato romano di guerra: 1

Roma: 1944-1945
- Promozione: 1

Colleferro: 1949-1950